# Ittervoort

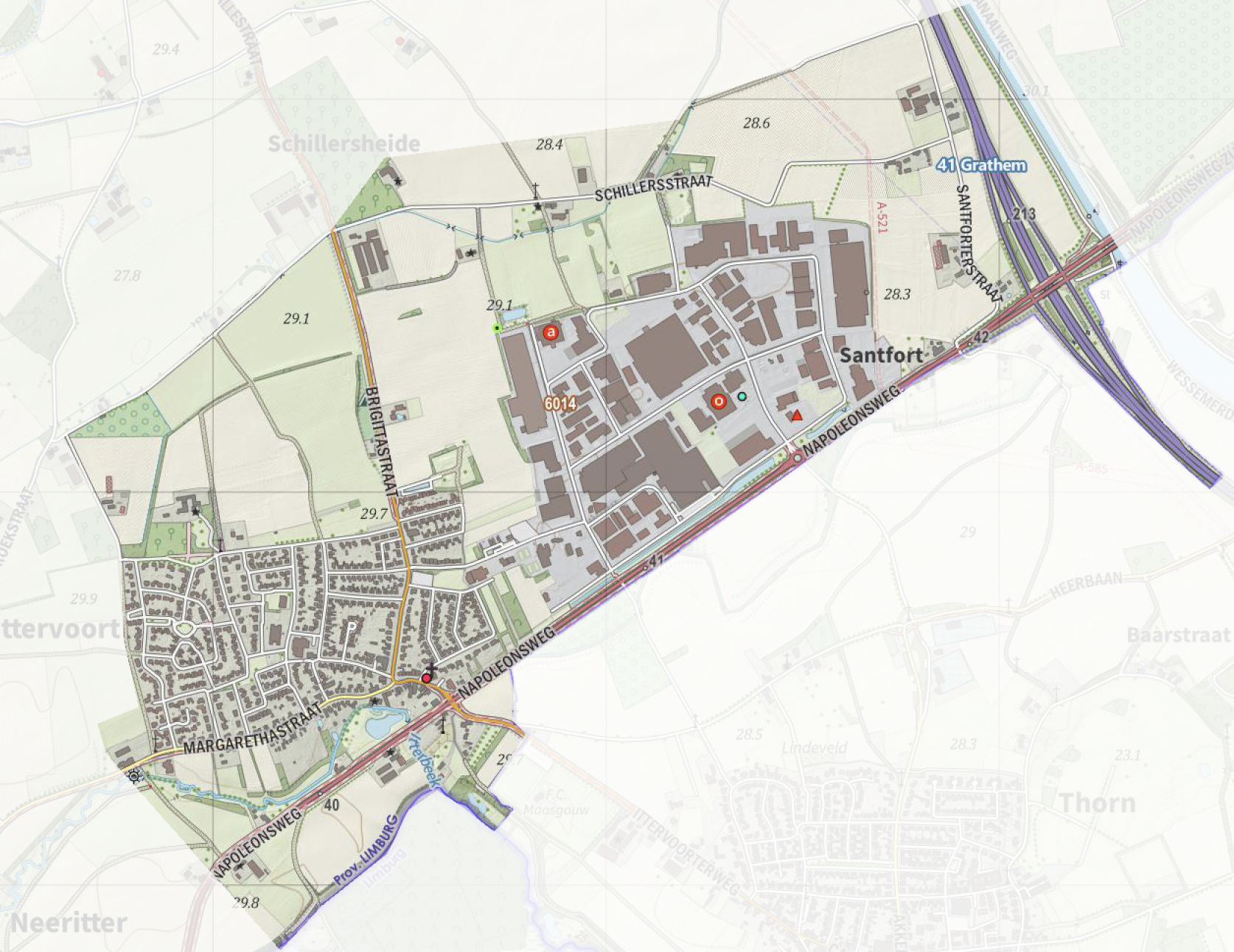
Kaart van Ittervoort (2022)

Ittervoort is een kerkdorp in Midden-Limburg. Sinds 1 januari 2007 maakt het deel uit van de gemeente Leudal. Wat voorzieningen betreft, ligt het dorp halverwege Weert en Roermond, daarnaast ligt de Belgische stad Maaseik niet ver.

## Etymologie
De naam "Ittervoort" verwijst naar de Itterbeek en naar een voorde waar de heirbaan Maastricht-Nijmegen de intussen drooggevallen Santforter Beek kruiste. De naam Ittervoort werd voor het eerst vermeld in 1252, terwijl er in 1343 melding werd gemaakt van een brug op die plaats.

## Geschiedenis
Tijdens het ancien régime was Ittervoort een gehucht in het abdijvorstendom Thorn. Daarna werd het samen met de buurtschappen Santfort (gedeeltelijk) en Schillersheide een zelfstandige gemeente. De exclaves Groot-Beersel en Opwinkel werden in 1843 Belgisch. Op 1 juli 1942 werd Ittervoort bij de voormalige gemeente Hunsel gevoegd.
Na de Tweede Wereldoorlog werd Ittervoort uitgebreid met enkele woonwijken.

## Bezienswaardigheden
- De Sint-Margarethakerk. De huidige eenbeukige kerk is in 1935 gebouwd naar een ontwerp van architect Joseph Franssen. De vorige kerk was een waterstaatskerk uit 1846 die op dezelfde plaats stond. In 1894 werd hier een toren aan gebouwd die deels behouden werd voor de huidige kerk.
- De Kerkhofkapel op de begraafplaats aan de zuidzijde van de Napoleonsweg.
- De Sint-Margarethakapel in het zuidwesten van het dorp.
- De Sint-Annakapel in buurtschap Schillersheide ten noordoosten van het dorp.
- De Schouwsmolen, een watermolen op de Itterbeek.
- Woonhuis Margarethastraat 34, met een gevelsteen die het jaartal 1770 toont.

## Economie
Nabij Ittervoort bevindt zich een mediatoren van 118 meter hoog, die in 1989 werd gebouwd. Hierin is tegenwoordig een datacenter gevestigd. Ten noordoosten van Ittervoort bevindt zich een bedrijventerrein van 70 ha. Dit terrein, dat het grootste van de gemeente Leudal is, ligt tussen Ittervoort en de autosnelweg A2.

## Natuur en landschap
Ittervoort ligt direct ten noordwesten van de Itterbeek. De hoogte bedraagt ongeveer 28 meter. Ten noordoosten van de plaats loopt het Kanaal Wessem-Nederweert. Direct ten zuiden van Ittervoort ligt, op Belgisch grondgebied, het natuurgebied Vijverbroek.

## Verenigingen
Ittervoort heeft meerdere verenigingen:
- Fanfare Concordia
- Schutterij St.-Margaretha
- Judoclub Dantai
- Tennisvereniging Ittervoort
- Carnavalsvereniging de Puinesjödders
- Vogelvereniging de Grensvogels

Tijdens carnaval wordt Ittervoort omgedoopt tot Puinesjöddersland.

## Nabijgelegen kernen
Thorn, Neeritter, Hunsel, Panheel en Grathem.
|               |         | Hunsel |  | Grathem |
|               |         |        |  |         |
| Neeritter     | Panheel |        |  |         |
|               |         |        |  |         |
| Kessenich (B) |         |        |  | Thorn   |

Dorpen: Baexem · Buggenum · Ell · Grathem · Haelen · Haler · Heibloem · Heythuysen · Horn · Hunsel · Ittervoort · Kelpen-Oler · Neer · Neeritter · Nunhem · Roggel

Buurtschappen: Aan de Bergen · Aan het Broek · Achter het Klooster · Asbroek · Beekkant · Berik · Blenkert · Brumholt · Caluna · Castert · De Horck · Dries · Eiland · Eind · Ellerhei · Gendijk · Geneijgen · Gerhegge · Haelense Broek · Hanssum · Heiakker · Heide (Heythuysen) · Heide (Roggel) · Heioord · Heugde · Hoek · Hollander · Hoogschans · Hoogstraat · De Horck · Kappert · Karreveld · Keizerbos · Kinkhoven · Laak · Maxet · Mortel · Nijken · Op de Bos · Ophoven · Overhaelen · Roligt · Santfort (deels) · Schaapsbrug · Schans (Ell) · Schans (Roggel) · Schillersheide · Smidstraat · Strubben · Uffelse · Venne · Vestjenshoek · Vlaas · Waije

Voormalige gemeenten: Haelen · Heythuysen · Hunsel · Roggel en Neer

Limburg: Steden en dorpen      Nederland: Provincies · Gemeenten